# Otto Meckler
Otto Meckler (* 19. September 1892 in Rohrbach am Gießhübel; † 17. August 1944 in Konstanz) war ein deutscher römisch-katholischer Geistlicher und Märtyrer.

## Leben
Otto Meckler wuchs westlich von Heilbronn als Sohn eines Landwirts auf. Er besuchte Schulen in Eppingen und Rastatt und machte 1912 Abitur. Nach dem Theologiestudium in Freiburg im Breisgau wurde er am 17. Juni 1917 zum Priester geweiht. Die Stationen seines Wirkens waren: Waldkirch, Rickenbach (Hotzenwald) (1918), Bleichheim (1919), Urloffen (1920), Windschläg (1920), Waibstadt (1921–1927) und Messkirch (1927, ab 1929 als Pfarrer, ab 1942 Geistlicher Rat, ab 1943 als Dekan).
Im südwestlich von Sigmaringen gelegenen Messkirch, der Heimatstadt von Erzbischof Conrad Gröber, kam Pfarrer Meckler in Opposition zu den Nationalsozialisten. Ab 1937 hatte er Schulverbot, im Juli 1941 saß er drei Wochen lang im Gefängnis. Im Juni 1944 erlitt er einen Herzanfall und starb im August 1944 im Sanatorium im Alter von 51 Jahren.

## Gedenken
Die deutsche Römisch-katholische Kirche hat Otto Meckler als Märtyrer aus der Zeit des Nationalsozialismus in das deutsche Martyrologium des 20. Jahrhunderts aufgenommen. Sein Name steht auf der Gedenktafel in der Wallfahrtskapelle Maria Lindenberg (St. Peter).